# Joodse begraafplaatsen (Sneek)
In Sneek zijn twee Joodse begraafplaatsen gelegen.

## Oude Joodse begraafplaats
De oude Joodse Begraafplaats stamt uit 1820, werd opgericht in 1823 en is gelegen in het Burgemeester de Hooppark in de wijk Leeuwarderweg te Sneek. De Joodse gemeente werd opgericht in 1817.
Op de begraafplaats zijn 96 grafstenen bewaard gebleven, de oudste stamt uit 1823.
Het geheel werd aangekocht en aangelegd op de terp Barrewier rond 1820. In 1890 werd de begraafplaats uitgebreid in de richting van de binnenstad. In 1950 werd de gemeente opgeheven. De ingang van de begraafplaats was tot 1951 gelegen aan een lang pad richting de Leeuwarderweg. De gemeente Sneek nam in dat jaar het pad over in ruil voor eeuwigdurend onderhoud van de begraafplaats en de graven. Tegenwoordig bevindt de ingang zich in het park. De laatste die ter aarde werd besteld was Carel Heymans (1867-1964) in 1964.
Naast de ingang van de begraafplaats is in 2011 een monument ter herinnering aan de Joodse gemeenschap van Sneek geplaatst.

## Nieuwe Joodse begraafplaats
Ook op de Algemene Begraafplaats van Sneek is een Joods gedeelte aanwezig. Van 1897–1903 bestond op deze begraafplaats een afgescheiden Joodse Begraafplaats. Door toedoen van opperrabbijn Samuel Azaria Rudelsheim van Leeuwarden is de afscheiding weer ongedaan gemaakt. Er zijn 7 grafstenen bewaard gebleven.